# Florêncio de Abreu

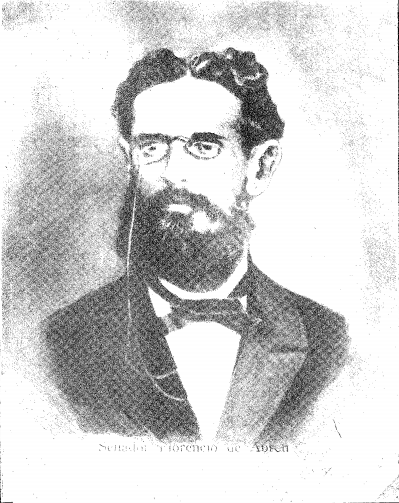
Porträtfotografie

Florêncio Carlos de Abreu e Silva (* 20. Oktober 1839 in Porto Alegre; † 12. Dezember 1881 in Rio de Janeiro) war ein brasilianischer Rechtsanwalt, Journalist, Autor und Politiker.
Abreu war Sohn des Hauptmanns João Luís de Abreu e Silva und hatte bis 1862 Rechtswissenschaften an der Faculdade de Direito de São Paulo studiert. Er kehrte als Anwalt nach Rio Grande do Sul zurück und wurde Mitglied des Partido Liberal, wo er an dem Parteiorgan A Reforma mitarbeitete.
Er war mehrfach Mitglied des Parlaments (deputado geral) für die Provinz Rio Grande do Sul, 1880 Senator des Kaiserreichs Brasilien und Präsident der Provinz São Paulo vom 7. April bis 5. November 1881.